# Železniční nehoda v Třebechovicích pod Orebem
Železniční nehoda v Třebechovicích pod Orebem byla srážka osobního vlaku s autobusem na železničním přejezdu v Pardubické ulici v Třebechovicích pod Orebem na Královéhradecku dne 3. října 1990. Při nehodě zemřelo 6 lidí, 16 dalších bylo zraněno.

## Příčiny a následky nehody
Ke střetu kloubového autobusu ČSAD s osobním vlakem došlo na železničním přejezdu vybaveném světelným přejezdovým zabezpečovacím zařízením. Podle policie se řidič plně nevěnoval řízení. Výstražné znamení na přejezdu bylo v pořádku, strojvůdce vlaku se navíc snažil zabránit srážce zvukovým signálem.
Kromě šesti mrtvých lidí se dalších 16 zranilo (5 těžce a 11 lehce).